# Héctor Llaitul
Héctor Javier Llaitul Carrillanca (Osorno, Región de Los Lagos, 19 de noviembre de 1967) es un chileno de origen mapuche-huilliche, conocido por ser líder de la organización armada Coordinadora Arauco-Malleco (CAM), donde es conocido como «Comandante Héctor» o «El Negro». Imputado por delitos de incitación a la violencia, uso de armas de fuego, usurpación violenta, hurto de maderas y atentado a la autoridad.
Fue acusado de planificar y realizar atentados incendiarios en las regiones del Biobío y La Araucanía. Fue procesado y formalizado por la fiscalía de Nueva Imperial sobre la base del testimonio de Roberto Painemil, que habría sido obtenido bajo tortura, y fue absuelto de los cargos en junio de 2008. Estuvo bajo arresto desde el 21 de febrero de 2007.
En marzo de 2010, el Tribunal Oral en lo Penal de Cañete lo condenó a 25 años de cárcel, por los delitos de robo con intimidación y homicidio frustrado contra fiscal. Posteriormente, la Corte Suprema acogió parcialmente un recurso de nulidad interpuesto por la defensa, rebajando su condena a 14 años de cárcel. Desde agosto de 2022 se encuentra en prisión por delitos de robo de madera y Ley de Seguridad Interior del Estado por su presunta participación en atentados incendiarios.
El 7 de mayo de 2024 fue condenado por la justicia a 23 años de cárcel por los delitos de usurpación violenta, hurto y atentado contra la autoridad, además de pagar una multa de 26 UTM por los diversos delitos por los que fue condenado.

## Biografía

### Familia y estudios
Es hijo de Juan José Llaitul Álvarez y Florinda Carrillanca Treimun. Se casó con Pamela Pezoa Matus, con quien tiene cuatro hijos.
Cursó la carrera de trabajo social en la Universidad de Concepción, donde se enroló como militante en las filas del Movimiento de Izquierda Revolucionaria, (MIR). Durante la dictadura militar de Augusto Pinochet, integró las filas del Frente Patriótico Manuel Rodríguez (FPMR), organización armada que sirvió de brazo militar del Partido Comunista de Chile en su lucha contra la dictadura.

### Fundador y líder de la CAM
La construcción de la central hidroeléctrica Ralco la cual ocupó cementerios de comunidades indígenas contribuyó a la radicalización del movimiento autonomista que en diciembre de 1997 crea la Coordinadora Arauco-Malleco (CAM) tras la quema de tres camiones de Forestal Arauco. El hecho marcó un punto de inflexión en el desarrollo del "Movimiento Político Autonomista Mapuche" el cual se mostró a favor del término de un estado subalterno mapuche, además del desarrollo de intelectuales mapuche. Este primer atentado, marca el inicio del período de violencia en la Macrozona Sur de Chile. Desde entonces, la violencia se ha acrecentado progresivamente y se ha expandido a las regiones aledañas del Biobío y Los Lagos.

#### 1998-2005

Logotipo de la Coordinadora Arauco-Malleco

En febrero de 1998, y junto con otras comunidades, grupos y colectivos mapuches, Llaitul formó oficialmente la Coordinadora Arauco-Malleco en Tranaquepe. En ella participaron, además, José Huenchunao, Alihuen Antileo, Adolfo Millabur (exalcalde de Tirúa y que posteriormente apareció distanciándose públicamente de la CAM) y Víctor Ancalaf. En la cúpula de la CAM, lo secundaron Ramón Llanquileo (arrestado en enero de 2007 y sentenciado a 5 años por un ataque incendiario en Ercilla) y José Huenchunao (capturado el 21 de marzo de 2007).
Según informes de inteligencia policial, es sindicado como el encargado de planificar, coordinar y ejecutar atentados incendiarios en la zona del llamado conflicto mapuche. Su primera participación conocida en el conflicto habría sido en 1999, en un enfrentamiento en Traiguén con personal de Fuerzas Especiales de Carabineros. Según se le acusa, en aquella ocasión, cubierto con un pasamontañas, dirigió mediante un silbato a una quincena de activistas indígenas. Un periodista de La Tercera, Fredy Palomera, sostuvo haberlo fotografiado mientras daba instrucciones a los demás encapuchados y dice haber escuchado que lo llamaban «Comandante Héctor». Al día siguiente, y tras publicar dicha noticia, Palomera habría sido agredido en el mismo sector por Llaitul, quien lo atacó con golpes de karate, siendo finalmente auxiliado por los propios compañeros de Llaitul, quienes tuvieron que impedir que lo siguiera golpeando. El apodo de «comandante» derivaría de su pasado como militante del Frente Patriótico Manuel Rodríguez en la Región del Biobío.[cita requerida]
En enero de 2001, según la investigación llevada a cabo por el Ministerio Público, habría participado en un ataque a la hacienda Lleu Lleu, quemando casas de veraneo, siendo detenido posteriormente por efectivos del GOPE de Carabineros, quienes le dispararon con balines antimotines, causándole varias heridas leves en el rostro. Debido a dicho ataque, el ministro en visita designado por la Corte de Apelaciones de Concepción, Eliseo Araya, lo condenó a 541 días de cárcel, por infracción a la Ley de Seguridad del Estado. Junto a él fueron condenados varios integrantes de la comunidad Pascual Coña.
Posteriormente se le sindicó como el autor del homicidio frustrado cometido en contra del conductor forestal Antonio Boisier, quien perdió un ojo al recibir en 2002 un disparo de escopeta en la cara, percutido a dos metros de distancia, por el líder de un grupo de seis encapuchados que emboscó a dos camiones contratistas en el sector de Tranaquepe. Ese año, luego de ser arrestado el 19 de mayo en la zona de Traiguén, se le acusó de asociación ilícita terrorista: específicamente, de integrar un grupo terrorista que actuaría al alero de la Coordinadora Arauco-Malleco. También se le acusaba de incendiar instalaciones del aeródromo de Tirúa en noviembre de 2002. Al ser dejado en libertad con medidas cautelares, volvió a entrar en la clandestinidad. En 2005 se realizó el respectivo juicio oral. Llaitul no se presentó, al igual que otros 5 de un total de 18 acusados.[cita requerida]

#### 2006-2009
El 26 de diciembre de 2006 habría dirigido un grupo armado de ocho encapuchados que entraron al Fundo Las Praderas de la Forestal Mininco, en la zona de Cholchol, para incendiar un camión forestal, una torre de madereo y una máquina trineumática. Tres días más tarde, al ser reconocido y perseguido por la policía, habría escapado en una camioneta por un camino entre Temuco y Boroa.[cita requerida]

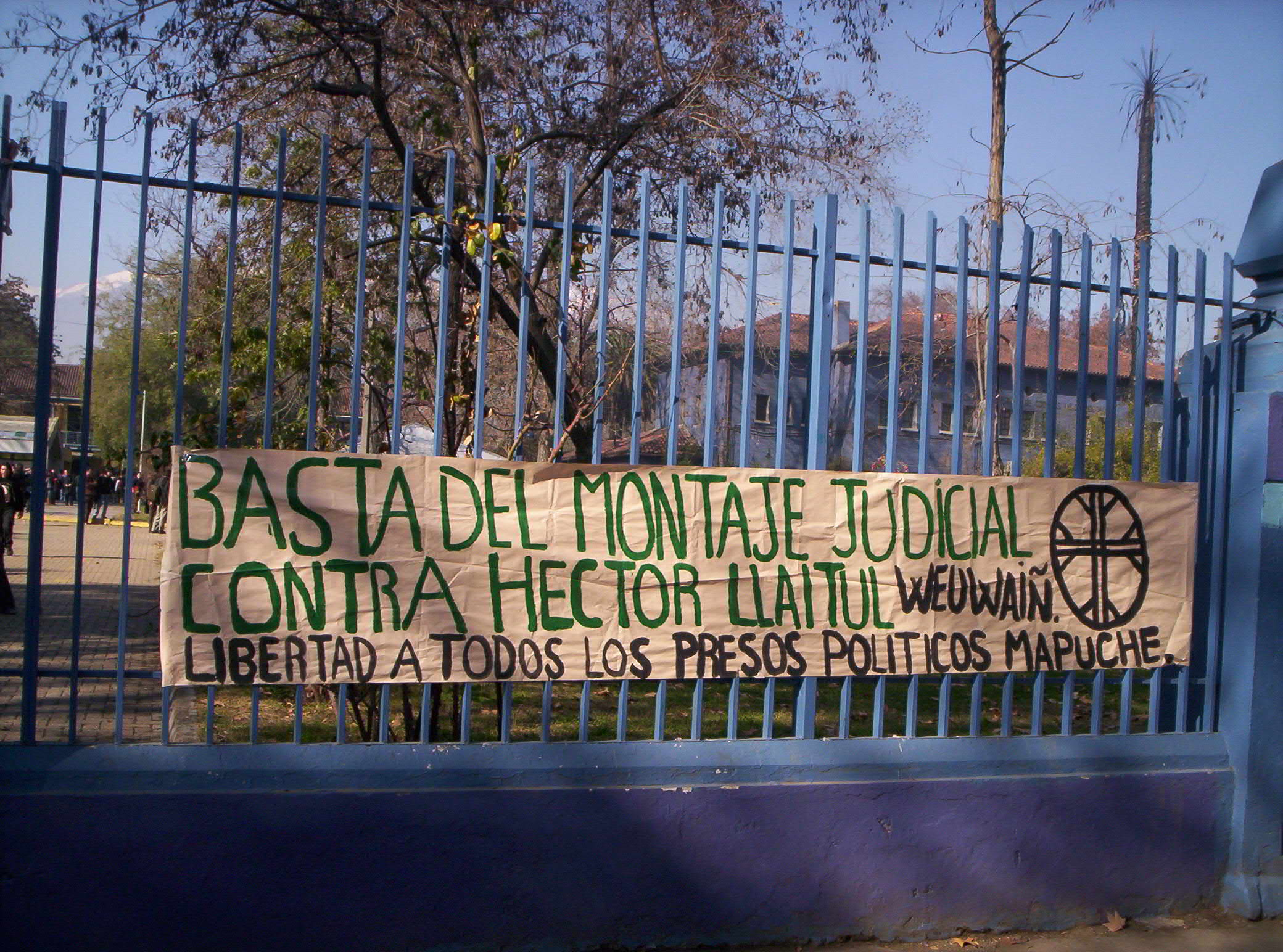
Pancarta a favor de Llaitul, en la sede de la UMCE en Santiago en 2008.

Fue detenido el 21 de febrero de 2007 por efectivos de la Policía de Investigaciones en Concepción, en los alrededores de la Plaza Acevedo en el sector de Collao. Portaba una pistola Taurus (9 mm) con su cargador con 10 tiros y 53 balas. Al día siguiente fue puesto en prisión preventiva por tres meses por ser considerado un peligro para la sociedad. Fue formalizado por incendio, receptación y porte ilegal de armas (la Taurus de Llaitul está inscrita a su nombre desde 1995, pero no dispone de permiso para portarla), arriesgando una pena de entre 3 y 10 años de prisión.
Llaitul fue defendido desde junio de 2008 por el exjuez Juan Guzmán Tapia. Llaitul fue imputado por incendio, porte ilegal de armas y receptación por su supuesta intervención en el incendio del Fundo Las Praderas de Cholchol en 2006. Después de siete días de juicio oral y más de un año en prisión, Héctor Llaitul fue absuelto de los cargos por los tres jueces del Tribunal Oral de Temuco, decretándose además su libertad inmediata. A su vez, el otro acusado, Roberto Painemil Parra, fue declarado culpable del delito de porte ilegal de armas e inocente de los delitos de incendio y tenencia ilegal de municiones. Durante el juicio, Guzmán manifestó su convicción de la inocencia de Llaitul y denunció un «montaje» para inculparlo. Incluso, calificó de «autoatentados» algunos incendios atribuidos a comuneros mapuches en la zona.

#### 2010-actualidad
Entre 2010 y 2011, Llaitul realizó una serie de huelgas de hambre junto a otros comuneros mapuche, en protesta por las detenciones y condenas de personas de origen mapuche por parte de la justicia chilena.[cita requerida]

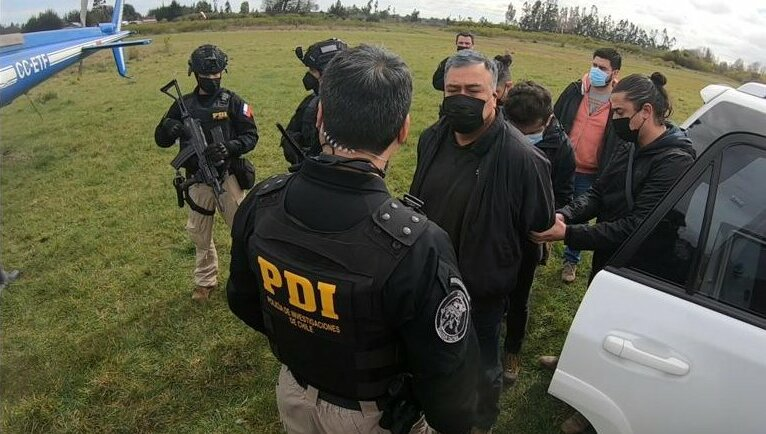
Llaitul (con mascarilla) durante su detención en 2022.

En septiembre de 2017 se dio a conocer los resultados de la llamada Operación Huracán, la cual se había iniciado unos meses antes y —según la Inteligencia de Carabineros había dado por conclusión que Héctor Llaitul era miembro de una organización ilícita terrorista que había realizado varios atentados incendiarios en la Región del Biobío, Araucanía y Los Ríos. Posterior al control de detención de varias personas de etnia mapuche sindicados como miembros de una organización ilícita terrorista, Llaitul fue puesto en prisión preventiva durante el plazo que durara la investigación. Sin embargo, a través de un recurso judicial resuelto por la Corte Suprema de Chile, la resolución del Juzgado de Garantía que se había pronunciado a favor de la prisión preventiva, fue calificada de arbitraria y en consecuencia dejada sin efecto.[cita requerida]
Meses después, la Fiscalía de Chile dio a conocer anomalías en la información y pruebas aportadas por la Dipolcar (Inteligencia de Carabineros), lo que derivó en acusación por falsificación de instrumento público e implantación de pruebas falsas. Desde entonces se inició el caso Huracán I y II, generando una crisis en Carabineros de Chile, la cual motivó la salida del general Gonzalo Blu.[cita requerida]
En diciembre de 2018, Llaitul viajó liderando una comitiva de comuneros mapuche hacia Caracas, Venezuela, donde mantuvo una reunión oficial con el canciller venezolano, Jorge Arreaza; en dicha oportunidad, también se reunió con otros líderes del chavismo, como Diosdado Cabello y Adán Chávez.
En mayo de 2022 la Cámara de Diputados de Chile declaró a la Coordinadora Arauco-Malleco, Resistencia Mapuche Malleco, Resistencia Mapuche Lafkenche y Weichán Auka Mapu como "asociaciones ilícitas de carácter terrorista".

## Detención y juicio
El 24 de agosto de 2022 fue detenido en Cañete por miembros de la Policía de Investigaciones de Chile tras ser acusado de los delitos de robo y madera e infracciones a la Ley de Seguridad del Estado, producto de una querella presentada por el segundo gobierno de Sebastián Piñera en 2020.
En abril de 2024 es acusado de comprar armas desde Cuba y Argentina hasta Chile según audios que las respectivas cámaras de diputados y senadores aún discuten autorizar o no su escucha con fines legales. Durante el mismo mes es declarado culpable de todos los delitos imputados, delitos de incitación a la violencia y uso de armas de fuego contemplados en la Ley de Seguridad del Estado, además de delitos de usurpación violenta, hurto de maderas y atentado a la autoridad.
El 7 de mayo de 2024, la justicia lo condenó a 23 años de cárcel por los delitos de usurpación violenta, hurto y atentado contra la autoridad. Además, se le impuso una multa de 26 UTM por los diversos delitos por los que fue condenado. En este contexto, Héctor Llaitul ha llamado a un proceso de recuperación de la CAM, criticando el papel del gobierno de Gabriel Boric y al Partido Comunista de Chile que señala de poner su administración «al servicio de las oligarquías y conglomerados económicos que actúan en las zonas en conflicto». Al mes siguiente, Héctor Llaitul se declaró en huelga de hambre, exigiendo la nulidad del juicio y que el jurado revise los recursos presentados por su defensa.